# Celano Football Club Olimpia 1989-1990
Questa voce raccoglie le informazioni riguardanti il Celano Football Club Olimpia nelle competizioni ufficiali della stagione 1989-1990.

## Rosa
| N. |                   | Ruolo | Calciatore            |
| -- | ----------------- | ----- | --------------------- |
|    | Italia (bandiera) | D     | Augusto Cantelmi      |
|    | Italia (bandiera) | D     | Maurizio Capone       |
|    | Italia (bandiera) | D     | Maurizio Caradonna    |
|    | Italia (bandiera) | A     | Giovanni Cesari       |
|    | Italia (bandiera) | C     | Andrea Consorti       |
|    | Italia (bandiera) | C     | Angelo Corsini        |
|    | Italia (bandiera) | D     | Alessandro Del Grosso |
|    | Italia (bandiera) | C     | Alessandro Di Matteo  |
|    | Italia (bandiera) | D     | Agostino Esposito     |
|    | Italia (bandiera) | P     | Marco Gianetti        |
|    | Italia (bandiera) |       | Giulieni              |

| N. |                   | Ruolo | Calciatore          |
| -- | ----------------- | ----- | ------------------- |
|    | Italia (bandiera) | C     | Mauro Lagrasta      |
|    | Italia (bandiera) | C     | Giancarlo Lucchetta |
|    | Italia (bandiera) | C     | Tonino Martino      |
|    | Italia (bandiera) | C     | Andrea Orocini      |
|    | Italia (bandiera) | C     | Ermanno Paris       |
|    | Italia (bandiera) | D     | Giuliano Pierobon   |
|    | Italia (bandiera) | D     | Antonio Poletto     |
|    | Italia (bandiera) | C     | Fabrizio Sansonetti |
|    | Italia (bandiera) | P     | Mario Valenzano     |
|    | Italia (bandiera) | A     | Francesco Zappasodi |